# (6027) 1993 SS2
(6027) 1993 SS2 (1993 SS2, 1954 WX, 1963 KB, 1963 LA, 1970 TB, 1983 RS5, 1984 YU6) — астероїд головного поясу, відкритий 23 вересня 1993 року.
Тіссеранів параметр щодо Юпітера — 3,642.